# Werner Liebrich
Pour les articles homonymes, voir Liebrich.
Werner Liebrich (né le 18 janvier 1927 à Kaiserslautern - mort le 20 mars 1995) était un footballeur international allemand. Il évoluait au poste de défenseur.

## Biographie
Il est notamment connu pour avoir provoqué la fracture de la cheville du meneur hongrois Ferenc Puskás lors du match de poule de la Coupe du monde de 1954. Ceci contribua à permettre à l'équipe de RFA de gagner en finale contre la Hongrie, favorite de l'épreuve.  

## Club
- 1943-1962 : FC Kaiserslautern

## Palmarès
- 16 sélections et 0 but en équipe d'Allemagne entre 1951 et 1956
- Vainqueur de la Coupe du monde 1954 avec l'Allemagne
- Champion d'Allemagne en 1951 et 1953 avec le FC Kaiserslautern
- Vice-Champion d'Allemagne en 1948, 1954 et 1955 avec le FC Kaiserslautern
- Finaliste de la Coupe d'Allemagne en 1961 avec le FC Kaiserslautern